# 犹他州高速公路巡警

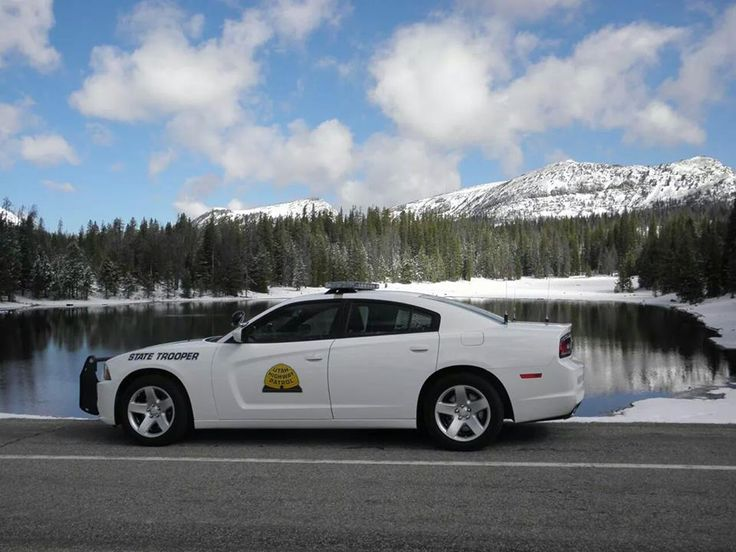
犹他州高速公路巡警警车

犹他州高速公路巡警（英语：Utah Highway Patrol；缩写：UHP）是美国犹他州的执法部门，在职能上等同于州警。犹他州高速公路巡警的管辖范围涵盖整个犹他州。
犹他州高速公路巡警是犹他州公共安全局的下属部门。

## 警衔
| 警衔   | 徽章 |
| ------ | ---- |
| 警督   |      |
| 副警督 |      |
| 警监   |      |
| 副警监 |      |
| 警司   |      |
| 警员   |      |

## 车辆与装备

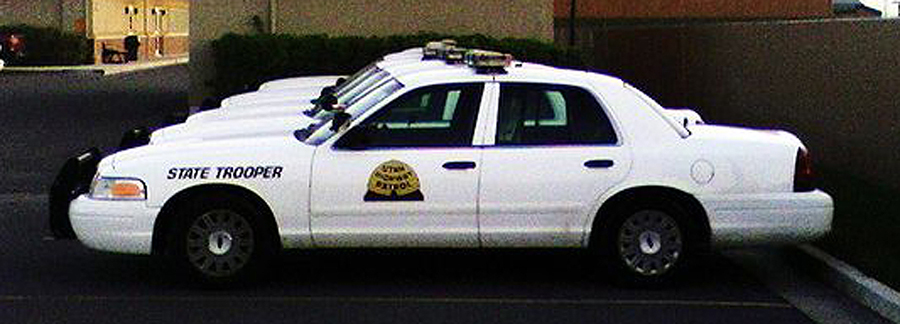
退役的犹他州高速公路巡警福特警车

犹他州高速公路巡警拥有多种执法车辆，包括维多利亚皇冠、道奇Charger、雪佛兰Z71和多种道奇和福特皮卡。

犹他州高速公路巡警警员装备有格洛克17 Gen 4和格洛克18（格洛克18仅配备于州长保卫人员）。除此之外，警员还可以携带一把个人武器。每辆警车上配有一把雷明顿870泵动式霰弹枪和一把AR-15/M4卡宾枪。警员携带的低致命武器有泰瑟枪、警棍和胡椒喷雾。在人口密集区域巡逻的警员一般配备的是M4卡宾枪；而在人口稀少区域巡逻的警员一般配备的是M14自动步枪。 

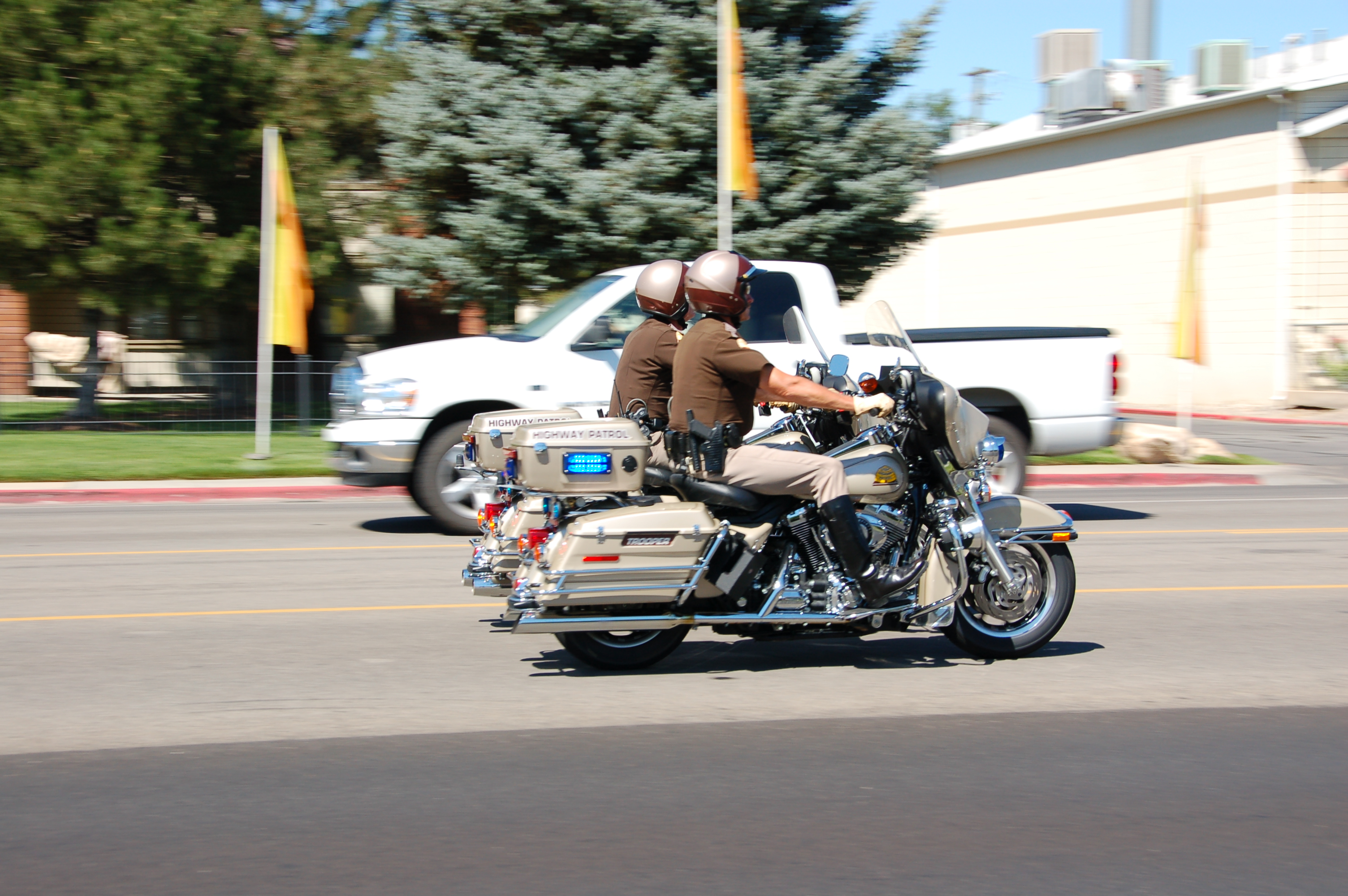
两位犹他州高速公路骑警